# Onychodactylinae
Onychodactylinae is een onderfamilie van salamanders uit de familie Aziatische landsalamanders (Hynobiidae). De groep werd voor het eerst wetenschappelijk beschreven door Alain Dubois en Jean Raffaëlli in 2012.
Er zijn 10 soorten in een enkel geslacht. Alle soorten komen voor in Eurazië; van Rusland tot Japan en China.

## Taxonomie
Onderfamilie Hynobiinae
- Geslacht Klauwsalamanders (Onychodactylus)